# Fruges Communal Cemetery
Fruges Communal Cemetery is een begraafplaats gelegen in de Franse plaats Fruges (Pas-de-Calais). De militaire graven worden onderhouden door de Commonwealth War Graves Commission.
De begraafplaats telt 21 geïdentificeerde Gemenebest graven uit de Tweede Wereldoorlog.